# 서울당산초등학교
서울당산초등학교는 대한민국 서울특별시 영등포구에 있는 공립 초등학교이다.

## 학교 연혁
- 1944년 2월 27일 : 경성당산공립국민학교 개교(우신공립국민학교 655명 인수, 9학급 편성)
- 1945년 8월 22일 : 서울당산국민학교 개칭
- 1996년 3월 2일 : 서울당산초등학교 개칭
- 2007년 3월 1일 : 선유초등학교 분리(302명)
- 2007년 4월 27일 : 영어체험학습센터(4실), 맞춤식 방과후학교 개관
- 2008년 8월 29일 : 급식실 개관
- 2009년 7월 1일 : 미술실, 과학실 현대화 사업
- 2011년 8월 10일 : 비상호출시스템 설치, 아리수 음수대 설치
- 2013년 9월 2일 : 학교 역사관 개관
- 2015년 5월 19일 : 한중교류 중국대표단 본교 방문
- 2024년 2월 27일 : 개교 80주년

## 참고 자료
- 서울당산초등학교 - 한국교육학술정보원 학교알리미